# 大起男右エ門
大起 男右エ門（おおだち だんえもん、1923年10月6日 - 1970年1月31日）は、福岡県嘉穂郡穂波町（現在の同県飯塚市）出身で出羽海部屋に所属した大相撲力士。本名は山本 男次郎（やまもと だんじろう）→石田 男次郎（いしだ -）。現役時代の体格は194cm、180kg。最高位は東小結（1955年3月場所）。得意手は左四つ、寄り、鯖折り。
引退後は、年寄・境川を襲名した。

## 来歴・人物
小学生の頃、嘉穂郡内の相撲大会で優勝した事が評判となり、6代目出羽海（元小結・両國）の命を受けた九州山が勧誘して出羽海部屋へ入門した。
1938年5月場所、14歳で初土俵を踏む。当初の四股名は本名の「山本」であったが、故郷に因んだ「穂波山」と改名して1945年6月場所で十両に昇進、1946年11月場所で入幕を果たした。
「大起」に名を改めたのは、幕内下位に低迷していた1949年1月場所での事である。この四股名の名付け親は、同部屋所属の年寄・九重（元前頭2・宇都宮）で、「大きく大成するように」との願いが込められた。名は「おおたち」と読ませるはずであったが、「おおだち」で通ってしまった。
その期待通り初の上位挑戦となった1949年10月場所、3日目に横綱・前田山を寄り切りで破って初の金星を獲得すると以後は幕内上位に定着し、1953年3月場所では2日目に新横綱・鏡里を叩き込みで破って再び金星を挙げた（鏡里は昇進後、初黒星を喫した）。
いったん下位に下がった1954年9月場所では11勝4敗と好成績を挙げ、続く1955年1月場所でも10勝5敗と2桁勝利を挙げて翌3月場所新三役となる小結に昇進し、6代目出羽海が「一度は三役に上がる」と期待した通りの出世を果たした。この場所では5勝10敗と大敗を喫したものの、8日目に大関・三根山を得意の鯖折りで破っている。
なお、幕内を計41場所も務めながらも、三賞受賞の機会には恵まれなかった。
その後は再び三役へ返り咲く事もなく番付も徐々に下降し、最後は心臓病に肝炎・腎臓炎なども患い1958年5月場所を最後に引退し、年寄・境川を襲名して出羽海部屋の後進の指導に当たった。
戦前の力士としては有数の巨体を生かした寄りを得意とし、しばしば鯖折りを見せて動きの遅い力士や小兵相手に強かった。しかし元来が非力で足腰が弱く、さらに左膝に慢性の故障を持っていた事から動きが鈍く横に脆い弱点を抱え、動きの速い力士や力の強い力士に対しては弱かった。
鏡里や同部屋の横綱・千代の山の他照國・吉葉山ら大型力士達が上位にいた当時にあってもその巨体は一際目立ち、温厚な性格だった事もあって子ども達の人気が高く「ダンちゃん」の愛称で親しまれた。頭脳明晰でもあり年寄襲名後は木戸主任を務めていた。
1970年1月31日、心臓衰弱のため東京都墨田区の同愛記念病院で死去。46歳。
相撲茶屋「伊勢福｣（相撲案内所 十八番）の婿養子となって石田姓に改め、子宝に恵まれなかったため、後の関脇・鷲羽山（前・出羽海親方）を夫婦養子に迎えた。養子縁組は大起の没後だったが、「巨象」と喩えられた大起の養子が、小兵で鳴らした鷲羽山だったという対比が面白い。

## エピソード
- 体に比例した大酒のみであった。
  - ある時の巡業でお好み対決が組まれたが、深酒をしていた大起は酒の影響でなかなか仕切ったきり立てず、唸っても唸っても立てない大起であった。行司が苦労して合わせてようやく立ったと思ったら大起はひっくりかえってしまい、若い衆がその巨体を土俵からどかすのには一苦労であったという。その後、当時の部屋の横綱であった安藝ノ海から散々に怒られ、往復ビンタを受けたという。

## 主な成績・記録
- 通算成績：328勝350敗1分22休  勝率.484
- 幕内成績：265勝306敗1分22休  勝率.464
- 現役在位：57場所
- 幕内在位：41場所
- 三役在位：1場所（小結1場所）
- 三賞：無し
- 金星：2個（前田山1個、鏡里1個）
- 各段優勝
  - 序二段優勝：1回 (1941年1月場所)

## 場所別成績
|                     | 春場所                  | 夏場所                  | 秋場所            |
| ------------------- | ----------------------- | ----------------------- | ----------------- |
| 1938年 （昭和13年） | x                       | （前相撲）              | x                 |
| 1939年 （昭和14年） | （前相撲）              | 西序ノ口9枚目 4–4       | x                 |
| 1940年 （昭和15年） | 東序二段68枚目 6–2      | 東序二段13枚目 1–7      | x                 |
| 1941年 （昭和16年） | 東序二段28枚目 優勝 8–0 | 西三段目13枚目 5–3      | x                 |
| 1942年 （昭和17年） | 西幕下32枚目 6–2        | 東幕下8枚目 3–5         | x                 |
| 1943年 （昭和18年） | 西幕下16枚目 4–4        | 西幕下11枚目 3–5        | x                 |
| 1944年 （昭和19年） | 東幕下18枚目 5–3        | 東幕下3枚目 2–3         | 西幕下6枚目 4–1   |
| 1945年 （昭和20年） | x                       | 西十両10枚目 6–1        | 西十両2枚目 6–4   |
| 1946年 （昭和21年） | x                       | 国技館修理 のため中止   | 東前頭15枚目 7–6  |
| 1947年 （昭和22年） | x                       | 西前頭12枚目 4–6        | 西前頭13枚目 4–7  |
| 1948年 （昭和23年） | x                       | 東前頭17枚目 5–6        | 西前頭20枚目 5–6  |
| 1949年 （昭和24年） | 東前頭20枚目 8–5        | 西前頭11枚目 10–5       | 西前頭3枚目 7–8 ★ |
| 1950年 （昭和25年） | 東前頭4枚目 8–7         | 東前頭3枚目 6–9         | 西前頭6枚目 7–8   |
| 1951年 （昭和26年） | 西前頭6枚目 4–11        | 西前頭10枚目 7–8        | 東前頭11枚目 7–8  |
| 1952年 （昭和27年） | 西前頭12枚目 9–6        | 東前頭9枚目 7–7 (1引分) | 西前頭8枚目 8–7   |

| | 一月場所 初場所（東京） | 三月場所 春場所（大阪）  | 五月場所 夏場所（東京） | 七月場所 名古屋場所（愛知） | 九月場所 秋場所（東京） | 十一月場所 九州場所（福岡） |
| --- | ----------------------- | ------------------------ | ----------------------- | --------------------------- | ----------------------- | --------------------------- |
| 1953年 （昭和28年） | 東前頭5枚目 8–7         | 東前頭4枚目 5–10 ★       | 東前頭7枚目 9–6         | x                           | 西前頭筆頭 4–11         | x                           |
| 1954年 （昭和29年） | 東前頭5枚目 8–7         | 東前頭3枚目 4–11         | 東前頭7枚目 6–9         | x                           | 東前頭10枚目 11–4       | x                           |
| 1955年 （昭和30年） | 西前頭2枚目 10–5        | 東小結 5–10              | 西前頭3枚目 8–7         | x                           | 東前頭2枚目 5–10        | x                           |
| 1956年 （昭和31年） | 東前頭6枚目 5–10        | 東前頭10枚目 5–10        | 東前頭17枚目 8–7        | x                           | 西前頭16枚目 11–4       | x                           |
| 1957年 （昭和32年） | 東前頭4枚目 4–11        | 西前頭10枚目 7–8         | 西前頭11枚目 8–7        | x                           | 西前頭8枚目 3–12        | 東前頭15枚目 8–7            |
| 1958年 （昭和33年） | 西前頭12枚目 8–7        | 東前頭11枚目 休場 0–0–15 | 東前頭22枚目 引退 2–6–7 | x                           | x                       | x                           |
| 各欄の数字は、「勝ち-負け-休場」を示す。 優勝 引退 休場 十両 幕下 三賞：敢=敢闘賞、殊=殊勲賞、技=技能賞 その他：★=金星 番付階級：幕内 - 十両 - 幕下 - 三段目 - 序二段 - 序ノ口 幕内序列：横綱 - 大関 - 関脇 - 小結 - 前頭（「#数字」は各位内の序列） |                         |                          |                         |                             |                         |                             |

### 幕内対戦成績
| 力士名         | 勝数 | 負数 | 力士名 | 勝数 | 負数 | 力士名           | 勝数 | 負数 | 力士名         | 勝数 | 負数 |
| -------------- | ---- | ---- | ------ | ---- | ---- | ---------------- | ---- | ---- | -------------- | ---- | ---- |
| 愛知山         | 3    | 9    | 明瀬川 | 1    | 1    | 朝汐(米川)       | 2    | 10   | 東海           | 2    | 0    |
| 東富士         | 0    | 5    | 愛宕山 | 1    | 2    | 天津灘           | 1    | 0    | 荒岩           | 2    | 4    |
| 安念山         | 3    | 2    | 泉洋   | 2    | 2    | 岩風             | 0    | 2    | 及川           | 2    | 0    |
| 大岩山         | 6    | 3    | 大内山 | 5    | 11   | 大瀬川           | 2    | 3    | 大田山         | 1    | 1    |
| 大ノ海         | 4    | 5    | 大ノ浦 | 2    | 1    | 大昇             | 9    | 7    | 大蛇潟         | 9    | 2    |
| 海山           | 1    | 5    | 甲斐錦 | 1    | 0    | 甲斐ノ山         | 2    | 1    | 鏡里           | 2(1) | 11   |
| 柏戸           | 2    | 0    | 神生山 | 2    | 0    | 神風             | 0    | 1    | 神錦           | 7    | 8    |
| 神若           | 1    | 1    | 起雲山 | 1    | 0    | 北ノ洋           | 5    | 6    | 清恵波         | 8    | 6    |
| 鬼竜川         | 1    | 3    | 九ヶ錦 | 1    | 0    | 九州錦           | 7    | 5    | 国登           | 5    | 7(1) |
| 鯉ノ勢         | 1    | 1    | 高津山 | 2    | 4    | 琴ヶ濱           | 4    | 6    | 琴錦           | 6    | 1    |
| 佐賀ノ花       | 1    | 2    | 櫻國   | 3    | 1    | 潮錦             | 6(1) | 8※   | 嶋錦           | 5    | 2    |
| 清水川         | 1    | 7    | 高錦   | 0    | 2    | 楯甲             | 1    | 0    | 玉乃海         | 1    | 8    |
| 鶴ヶ嶺         | 4    | 2    | 照國   | 0    | 2    | 輝昇             | 8    | 2    | 十勝岩         | 2    | 4    |
| 時津山         | 2    | 12   | 時錦   | 2    | 3    | 豊登             | 0    | 1    | 七ッ海         | 1    | 0    |
| 名寄岩         | 5    | 4    | 柏農山 | 1    | 0    | 白龍山           | 2    | 1    | 羽黒山         | 0    | 3    |
| 緋縅           | 5    | 3    | 備州山 | 1    | 6    | 常陸海           | 1    | 0    | 平鹿川         | 1    | 1    |
| 広瀬川         | 7    | 9    | 福ノ海 | 2    | 1    | 福乃里           | 1    | 0    | 房錦           | 1    | 0    |
| 藤田山         | 4    | 1    | 藤錦   | 1    | 0    | 二瀬川(ニタ瀬川) | 2    | 0    | 二瀬山         | 10   | 1    |
| 不動岩         | 6    | 3    | 星甲   | 1    | 5(1) | 前田山           | 1    | 0    | 前ノ山(醍醐山) | 0    | 1    |
| 前ノ山(佐田岬) | 3    | 0    | 松登   | 2    | 9    | 三根山           | 2    | 12   | 緑國           | 4    | 2    |
| 緑嶋           | 1    | 3    | 三濱洋 | 1    | 0    | 宮錦             | 5    | 1    | 吉田川         | 4    | 1    |
| 芳野嶺         | 2    | 1    | 吉葉山 | 0    | 8    | 力道山           | 1    | 3    | 若嵐           | 1    | 0    |
| 若潮           | 3    | 2    | 若瀬川 | 7    | 6    | 若ノ花           | 1    | 8    | 若羽黒         | 2    | 0    |
| 若葉山         | 13   | 8    | 若前田 | 0    | 2    |                  |      |      |                |      |      |

※他に潮錦と引分が1つある。

## 改名歴
- 山本 男二郎（やまもと だんじろう）1939年5月場所-1942年1月場所
- 穗波山 男次郎（ほなみやま だんじろう）1942年5月場所-1948年10月場所
- 大起 男右エ門（おおたち だんえもん）1949年1月場所-1958年5月場所

## 年寄変遷
- 境川（さかいがわ）1958年5月-1970年1月（死去）